# ARA Entre Ríos (D-7)
«Ентре Ріос» (ісп. ARA Entre Rios) — військовий корабель, ескадрений міноносець типу «Буенос-Айрес», що перебував на озброєнні військово-морського флоту Аргентини у 1930-1970-х роках.

## Історія створення
«Ентре Ріос» був закладений на верфі британської компанії Vickers-Armstrongs у Барроу-ін-Фернессі. 21 вересня 1937 року він був спущений на воду, а 15 травня 1938 року увійшов до складу ВМС Аргентини.

## Історія служби
16 вересня 1955 року «Ентре Ріос» приєднався до повсталих у Пуерто-Мадрин, підтримавши самопроголошену «Визвольну революцію» («Revolución Libertadora»). Він атакував Мар-дель-Плата і заблокував морський рух в гирлі Ріо-де-ла-Плата.
Вранці 21 травня 1958 року «Ентре Ріос» був у затоці Нуево, беручи участь у звичайних протичовнових навчаннях з крейсерами «Генерал Бельграно» і «Нуеве де Хуліо», есмінцями «Буенос-Айрес», «Місьйонес» і «Санта Крус», кораблем-майстернею «Інженіро Ірібас» і буксири Sanavirón і Charrúa. В ході навчань «Буенос-Айрес» виявив підводний човен. Есмінці негайно взялися за переслідування порушника, обстрілявши навколишній район. Вони безуспішно шукали до заходу сонця наступного дня й покинули зони проведення навчань.
«Ентре Ріос» був виведений з експлуатації в 1973 році.